# IC 1499
IC 1499 ist ein Doppelstern im Sternbild Aquarius auf der Ekliptik. Das Objekt wurde am 3. November 1891 vom französischen Astronomen Stéphane Javelle entdeckt.